# Dave Bruylandts
Dave Bruylandts (* 12. Juli 1976 in Lier) ist ein belgischer Radrennfahrer.
Dave Bruylandts gewann 1998 die Gesamtwertung der Ronde van Antwerpen. 1999 wurde er Profi bei dem Radsportteam Palmans-Ideal. In seinem ersten Jahr gewann er die Eintagesrennen Nationale Sluitingsprijs und Leeuwse Pijl. Im nächsten Jahr wechselte er zu Farm Frites, wo er die Schynberg-Rundfahrt, eine Etappe bei der Vuelta a Castilla y León, den Grand Prix Jef Scherens und zwei Etappen mit Gesamtwertung beim Circuito Montañés. In der Saison 2002 war er beim Grand Prix de Wallonie und auf einem Teilstück der Route du Sud erfolgreich. 2003 wechselte er dann zu Marlux-Wincor Nixdorf, wo er jeweils eine Etappe bei der Burgos-Rundfahrt und der Belgien-Rundfahrt gewann. Und er entschied die beiden Eintagesrennen Giro d’Oro und Grand Prix de Wallonie für sich.
Bei der Flandern-Rundfahrt 2004 belegte Bruylandts den dritten Platz hinter Steffen Wesemann und Leif Hoste. Kurz darauf wurde er positiv auf EPO getestet und für zwei Jahre gesperrt. 2007 beendete er seine Radsport-Laufbahn endgültig. Schon im März 2006 waren bei ihm Wachstumshormone, EPO und Corticoide gefunden worden. Ein belgisches Gericht verurteilte ihn deswegen 2009 zu einer dreijährigen Bewährungsstrafe.

## Erfolge
1999
- Nationale Sluitingsprijs

2000
- Schynberg-Rundfahrt
- zwei Etappen und Gesamtwertung Circuito Montañés
- eine Etappe Vuelta a Castilla y León
- Grand Prix Jef Scherens

2002
- Grand Prix de Wallonie
- eine Etappe Route du Sud

2003
- eine Etappe Belgien-Rundfahrt
- Giro d’Oro
- eine Etappe Burgos-Rundfahrt
- Grand Prix de Wallonie

## Teams
- 1999 bis April 2000 Palmans-Ideal
- 2000 Farm Frites (ab 1. April)
- 2001 bis 2002 Domo-Farm Frites
- 2003 Marlux-Wincor Nixdorf
- 2004 Chocolade Jacques-Wincor Nixdorf (bis 31. Juli)
- 2006 Unibet.com (von 1. April bis 7. April)
- 2007 Klaipeda-Splendid